# Xã (Việt Nam)
Xã là tên gọi đơn vị hành chính cấp hai tại khu vực nông thôn, ngoại thành, ngoại thị của Việt Nam hiện nay.
Thuật ngữ đơn vị hành chính cấp xã được dùng để chỉ toàn bộ cấp đơn vị hành chính cấp hai của Việt Nam, nghĩa là bao gồm cả xã, phường và đặc khu. Phân cấp hành chính này có xuất xứ từ Trung Quốc và đã xuất hiện ở Việt Nam từ thời Bắc thuộc. Tại Trung Quốc thời xưa, xã được chia theo diện tích, 6 lý vuông là một xã, hoặc theo hộ khẩu, 25 nhà là một xã.
Từ Ngày 1 Tháng 7 Năm 2025, Việt Nam có 700 Hành Chính xã sẽ chính thức giải thể sau khi sáp nhập của Việt Nam Còn khoảng 2.621 xã 

## Quy định trong luật pháp

Phân cấp hành chính Việt Nam theo Hiến pháp 2013 và Luật Tổ chức chính quyền địa phương 2015 (sửa đổi 2019)

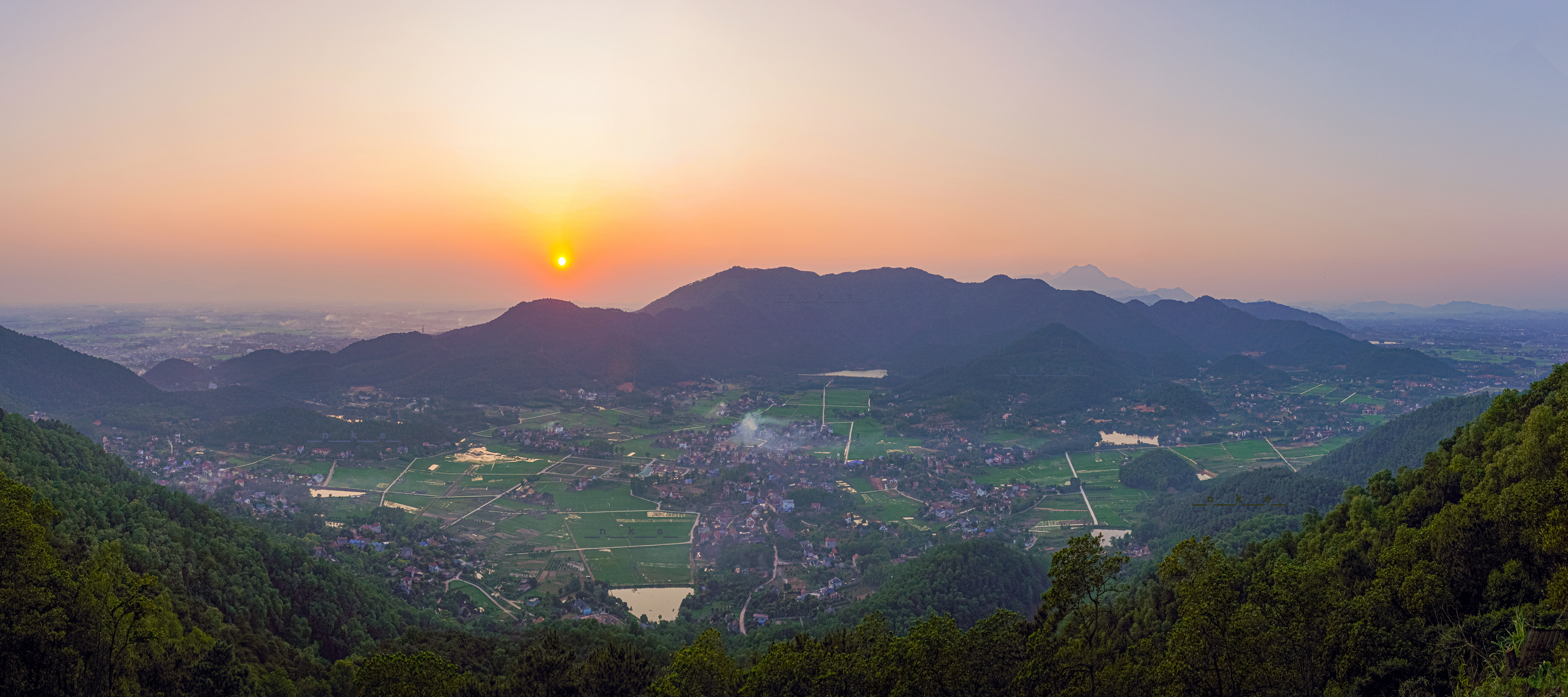
Phần lớn diện tích xã Nam Sơn, huyện Sóc Sơn, Hà Nội nằm trong thung lũng ở giữa núi Sóc và núi Hàm Lợn

### Cấp hành chính
- Theo khoản 1 Điều 110 Hiến pháp 2013 (được sửa đổi, bổ sung bởi Nghị quyết số 203/2025/QH15 ngày 16 tháng 6 năm 2025 của Quốc hội)[2]:

1. Các đơn vị hành chính của nước Cộng hòa xã hội chủ nghĩa Việt Nam được tổ chức thành hai cấp, gồm tỉnh, thành phố trực thuộc trung ương và các đơn vị hành chính dưới tỉnh, thành phố trực thuộc trung ương do luật định.

- Theo khoản 1 Điều 1 Luật Tổ chức chính quyền địa phương số 72/2025/QH15[3]:

Đơn vị hành chính của nước Cộng hòa xã hội chủ nghĩa Việt Nam được tổ chức thành 02 cấp, gồm có:
a) Tỉnh, thành phố trực thuộc trung ương (sau đây gọi chung là cấp tỉnh);
b) Xã, phường, đặc khu trực thuộc cấp tỉnh (sau đây gọi chung là cấp xã).
Xã là đơn vị hành chính ở nông thôn; phường là đơn vị hành chính ở đô thị; đặc khu là đơn vị hành chính ở một số hải đảo có vị trí quan trọng được thành lập phù hợp với điều kiện địa lý, tự nhiên, đặc điểm dân cư và yêu cầu phát triển kinh tế - xã hội, bảo đảm quốc phòng, an ninh.
Như vậy, xã nằm ở cấp hành chính thứ hai trong 2 cấp hành chính (cấp tỉnh, cấp xã) của Việt Nam.

### Tiêu chuẩn của đơn vị hành chính
Theo Nghị quyết số 1211/2016/UBTVQH13 của Ủy ban Thường vụ Quốc hội ban hành năm 2016, tại Điều 3, Mục 1: Tiêu chuẩn của đơn vị hành chính nông thôn, Chương I: Tiêu chuẩn của đơn vị hành chính thì một xã cần phải đáp ứng các tiêu chuẩn như sau:

Điều 3. Tiêu chuẩn của xã
1. Quy mô dân số:
a) Xã miền núi, vùng cao từ 5.000 người trở lên;
b) Xã không thuộc điểm a khoản này từ 8.000 người trở lên.
2. Diện tích tự nhiên:
a) Xã miền núi, vùng cao từ 50 km² trở lên;
b) Xã không thuộc điểm a khoản này từ 30 km² trở lên.

## Thống kê
Đến ngày 1 tháng 7 năm 2025, Việt Nam có 3.321 đơn vị hành chính cấp xã, trong đó có 2.621 xã.
- Tỉnh có nhiều xã nhất là Thanh Hóa với 147 xã, tỉnh có ít xã nhất là tỉnh Quảng Ninh với 22 xã.
- Tỉnh có tỉ lệ đơn vị hành chính cấp cơ sở là xã cao nhất là Lai Châu với 94,7%, tỉnh có tỉ lệ này thấp nhất là Quảng Ninh với 41%.
- Thành phố Hà Nội có nhiều xã nhất với 75 xã, thành phố Huế có ít xã nhất với 19 xã.
- Thành phố có tỉ lệ đơn vị hành chính cấp cơ sở là xã cao nhất là Đà Nẵng với 76%, thành phố có tỉ lệ này thấp nhất là Thành phố Hồ Chí Minh với 32%.

- Xã có dân số đông nhất là xã Bà Điểm (Thành phố Hồ Chí Minh) với 192.230 người, đồng thời cũng là xã có mật độ dân số cao nhất với 7.026 người/km²; xã có dân số ít nhất là xã Cái Chiên (Quảng Ninh) với 752 người.

- Xã có diện tích lớn nhất là xã Buôn Đôn (Đắk Lắk) với 1.113,79 km²; xã có diện tích nhỏ nhất là xã Tiên Hải (An Giang) với 2,54 km².

- Xã có mật độ dân số thấp nhất là xã Thượng Trạch (Quảng Trị) với 3,3 người/km².

## Lịch sử

### Xã của Việt Nam Cộng hòa
Dưới thời chính phủ Việt Nam Cộng hòa kể từ năm 1957 xã được chia thành thôn, dưới thôn là xóm hay còn gọi là "liên gia".
Xã là đơn vị hành chính dưới quận, không phân biệt thành thị hay nông thôn. Thí dụ xã Long Châu thuộc quận Châu Thành, tỉnh Vĩnh Long là một xã nằm ngay trung tâm thành phố Vĩnh Long bây giờ. Các xã có mức độ đô thị hóa cao được tách ra để thành lập thị xã và không trực thuộc quận nữa. Chúng được gọi là thị xã tự trị và tương đương cấp tỉnh.
Đứng đầu xã là xã trưởng do quận trưởng bổ nhiệm. Cộng tác với xã trưởng là "hội đồng xã" gồm cảnh sát trưởng, thủ quỹ xã, viên chức hành chánh, và viên chức dân vụ. Hội đồng xã còn giám sát ủy viên y tế của xã. Nhiệm vụ của hội đồng xã và xã trưởng là thi hành và điều chỉnh những sắc lệnh từ cấp trên để hợp với hoàn cảnh của xã.

### Xã của Cộng hòa Xã hội chủ nghĩa Việt Nam
Xã (hoặc phường, thị trấn) là đơn vị hành chính cơ sở dưới cấp huyện (Việt Nam). Ở ngoại thị thành phố trực thuộc tỉnh, thị xã thì gọi là xã, ở nội thị thì gọi là phường; ở các quận thuộc thành phố trực thuộc trung ương thì gọi là phường; ở các huyện thì gọi là xã hoặc thị trấn. Đứng đầu xã (phường, thị trấn) là Chủ tịch Ủy ban nhân dân xã (phường, thị trấn) do Hội đồng nhân dân xã (phường, thị trấn) bầu ra. Hội đồng nhân dân xã được cử tri trong xã (phường, thị trấn) bầu ra 5 năm một lần, theo nguyên tắc phổ thông đầu phiếu, dân chủ,trực tiếp và bỏ phiếu kín. Bên cạnh Chủ tịch, có Phó chủ tịch phụ trách một số việc được giao. Bộ máy làm việc của xã (phường, thị trấn) gồm có các Ban: Công an, Tư pháp, Tài chính, Thương binh - Xã hôi, Văn hóa..., với các Trưởng ban, Phó ban và một số nhân viên (nếu có). Các công chức xã ăn lương theo chế độ bằng cấp và ngạch bậc do Nhà nước quy định. Thuộc cơ quan xã (phường, thị trấn), còn có các tổ chức Hội, Đoàn thể, dưới sự lãnh đạo trực tiếp của Đảng ủy (như Hội Nông dân, Phụ nữ, Cựu chiến binh, Khuyến học, Đoàn Thanh niên Cộng sản Hồ Chí Minh...)